# Bulbophyllum imbricatum
Bulbophyllum imbricatum es una especie de orquídea epifita originaria de África.  

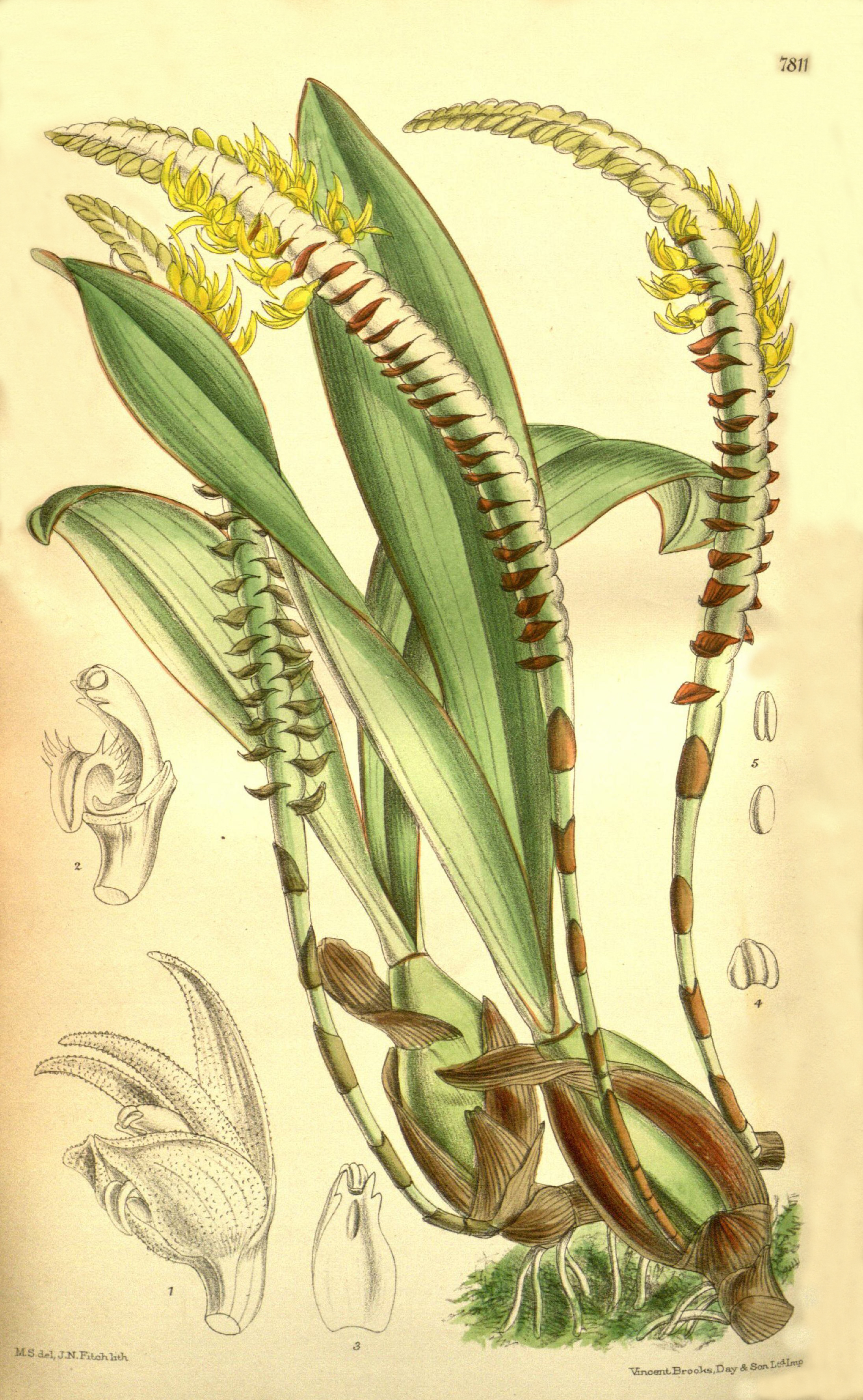
Ilustración

## Descripción
Es una  orquídea de pequeño tamaño (la más grande de Madagascar), de crecimiento cálido con hábitos de epífita con pseudobulbos un poco comprimidos,  verdes estrechamente ovoides u ovoides, 3-4 angulares que llevan de 1 a 3 hojas, apicales, lineales o lanceoladas, gruesas y carnosas. Florece en una inflorescencia aplanada e hinchada, imbricada, de color marrón a negro, con muchas flores, erguida o arqueada de 60 cm  de largo, con las flores dispuestas a cada lado del raquis en  intervalos de 6 mm.

## Distribución y hábitat
Se encuentra en Sierra Leona, Costa de Marfil, Liberia, Nigeria, Guinea, Guinea Ecuatorial, Islas del Golfo de Guinea, Gabón, Camerún, República Centroafricana, Congo y Zaire en las elevaciones de nivel del mar hasta los 1000 metros en los bosques de tierras bajas.

## Taxonomía
Bulbophyllum imbricatum fue descrita por John Lindley  y publicado en Edwards's Botanical Register 27: t. 87. 1841.
Etimología
Bulbophyllum: nombre genérico que se refiere a la forma de las hojas que es bulbosa.
imbricatum: epíteto latino que significa "imbricado", se refiere a los imbricados o márgenes superpuestos de la inflorescencia.
Sinonimia
- Bulbophyllum congolense (De Wild.) De Wild.
- Bulbophyllum gilletii (De Wild.) De Wild.
- Bulbophyllum kamerunense Schltr.
- Bulbophyllum laurentianum Kraenzl. ex De Wild. & T.Durand
- Bulbophyllum ledermannii (Kraenzl.) De Wild.
- Bulbophyllum linderi Summerh.
- Bulbophyllum stenorhachis Kraenzl.
- Bulbophyllum strobiliferum Kraenzl.
- Megaclinium congolense De Wild.
- Megaclinium gilletii De Wild.
- Megaclinium gillianum De Wild.
- Megaclinium hebetatum Kraenzl.
- Megaclinium imbricatum (Lindl.) Rolfe
- Megaclinium laurentianum (Kraenzl. ex De Wild. & T.Durand) De Wild.
- Megaclinium ledermannii Kraenzl.
- Megaclinium leucorhachis Rolfe
- Megaclinium strobiliferum (Kraenzl.) Rolfe
- Phyllorkis imbricata (Lindl.) Kuntze[3][4]